# マロニエファッションデザイン専門学校
マロニエファッションデザイン専門学校（マロニエファッションデザインせんもんがっこう）は、学校法人マロニエ文化学園が運営する大阪市北区にある専門学校。文化服装学院連鎖校である。

## 沿革
- 1949年（昭和24年）-創設者 沼田弥生がマロニエ洋裁研究所設立
- 1951年（昭和26年）-マロニエ服装文化学院と改称設立認可・学校法人マロニエ文化学園設立認可
- 1955年（昭和30年）-文化服装学院連鎖校認可
- 1976年（昭和51年）-専修学校法で専門学校に昇格
- 1984年（昭和59年）-マロニエファッションデザイン専門学校に校名変更
- 2006年（平成18年）-日本でいち早く高度専門士取得可能なファッション専門課程として4年制のファッションマスター学科開設
- 2012年（平成24年）-株式会社フェリシモと産学協同プロジェクト「リボーンス ドリームボックス プロジェクト」を実施、プロジェクト初の商品化
- 2013年（平成25年）-「リボーンス ドリームボックス プロジェクト」が、グッドデザイン賞を受賞
- 2014年（平成26年）-OSAKA STYLING EXPO 3連覇達成
- 2016年（平成28年）-ロンドンで行われたGraduate Fashion Weekに出場
- 2017年（平成29年）-カナダで行われたVancouver Fashion Weekに出場
- 2018年（平成30年）-ニューヨークで行われたNewyork Fashion Weekのバックヤードスタッフへ参加

## 学科
- ファッションマスター学科（4年制）
- ファッションビジネス学科
  - スタイリストコース（2・3年制）
  - ブランドプロデューサーコース（3年制）
  - ファッションアドバイザーコース（2年制）
- ファッションクリエイション学科
  - アパレルデザインコース（3年制）
  - オートクチュールデザインコース（3年制）
  - クリエイティブキャリアコース（2年制）

## 特徴

### 少人数制教育
卒業後なるべく早くそれぞれの目指す分野でプロフェッショナルとして活躍できる事を目標とし、学生一人ひとりの個性や理解度、進捗度を配慮しながら指導を展開することで、よりきめ細やかで高度なスキルアップを可能にする、1学年100名の定員上限を定めた「少人数制教育」を実施している。

### 職業実践専門課程
専門学校の中でも業界や現役プロフェッショナルと連携し組織的な教育をおこなっている学校のみが認められる、文部科学省認定「職業実践専門課程」を取得し、専門性の高いカリキュラムを展開している。

### 学外コンテスト
- 海外コンテスト参加実績

Graduate Fashion Week

世界各地から一流のファッション教育機関がロンドンに集まり、ファッションショーを行う。最近では、イタリア・ヴォーグの編集長Sara Mainoを筆頭に、他分野から様々な専門家がコンペティションの審査員として参加している。たとえば、Christopher Bailey（前バーバリーCEO兼クリエイティブディレクター）や、Wendy Dagworthy博士（前RCAファッションディレクター）、Erik Sjimons（Samsoniteシニアデザインディレクター）などが審査員を務められた。出場できるのは選ばれた各教育機関につき首席の学生１名のみ。
Vancouver Fashion Week

コンセプトは「ダイバーシティー（多様性）」大きな特徴のひとつが、国籍や人種にとらわれない“コスモポリタン性”である。
「若手デザイナーの登竜門」「インターナショナルなショー」をコンセプトとして、大きな可能性を秘めた世界各国の若手・新人デザイナーを招待し、将来のステップアップのために舞台を提供しサポートしていくイベントである。若いからこそ生み出される表現力の柔軟性やバラエティに富んだ発想力、インターナショナルだからこそ各国の特色や魅力がファッションとなって見出せる。世界のファッションショーでは見られない唯一無二のユニークなファッションショーとして、現在の北米において最大規模の「ニューヨークファッションウィーク」に次ぐ規模で年に2回、3月と9月に開催されている。
大連杯

中国・大連の「国際アパレル繊維製品博覧会」内で開催された、アジアの学生を対象とした海外コンテスト。この博覧会は中国最古の服装関連の博覧会で、1988年大連国際ファッション祭として始まり、2006年に中国国務院の承認を得て、国家レベルのファッション専門展示会へと格上げされた博覧会である。過去二十数年間、海外50カ国から1000以上のブランドが参加し、そのうち600のブランド（Dior・D&G・Zegna・Versace等）が中国市場に進出している。

### 海外研修
- ヨーロッパ研修

ローマ、ウルビーノ、ビエッラ、ミラノの4都市を巡り、街並みや文化遺産からインスピレーションを受けことができる。北イタリアにアトリエを構えるピエランジェロ・ダゴスティン、グン・ヨハンソンと共同計画した特別研修プランが用意されている。
- ニューヨーク研修

5番街やブルックリン、SoHo地区、世界最高級百貨店「バーグドルフグッドマン」でリサーチ研修や、ニューヨークファッションウィークのバックヤードスタッフとして参加。展示会やショールームを見学しファッションの最先端に触れながら、日本のファッション業界との違いを探る。

## イベント

### マロニエファッショングランプリ
例年1〜2月初旬に開催されるマロニエの1年の集大成は学生たちが学んできたことを全てを出し切り、毎回テーマに沿ってして作品を作りあげ、ファッションショーのランウェイを飾っている。ショーの会場となっている堂島リバーフォーラムは最大定員2000名を収容し、プランニング企画の展示をはじめ、スタイリング・ボディデコ・ファッションアートなどの展示もある。

### マロニエ祭（学園祭）
実行委員会が中心となり学科、コース、学年の垣根を超えて、すべてを学生たちが企画・運営・実行する、4月からの基礎学習の成果を発表する場。ファッションショーや展示会のほか、フリーマーケットやリアルショップ、カフェがオープンする。

## オープンキャンパス
Tシャツやスウェット、かばんなどを実際にミシンを使用して制作する授業や、スタイリストになるまでの流れを学び現場でのテクニックを実践する授業などが体験できるオープンキャンパスをほぼ毎週末実施。友人との参加や保護者同伴も可。

### 体験授業例
- オーバーサイズTシャツ制作体験
- サルエルパンツ制作体験
- ショートスリープパーカー制作体験
- バイヤー体験
- ぬいぐるみ制作体験
- ラインスカート制作体験
- ラインショートパンツ制作体験
- レイヤードスウェット制作体験
- 4wayバッグ制作体験
- スタイリングレッスン

### 学校見学・入試説明会
週末のオープンキャンパスに合わせて、学科説明会・入試説明会、学校見学等も実施。平日も希望者には対応してくれる。友人との参加や保護者同伴も可。

## 著名な出身者
- 有村淳（衣裳デザイナー）

## 所在地
- 〒531-0041 大阪府大阪市北区天神橋7-7-4

## アクセス
- Osaka Metro（堺筋線・谷町線）・阪急千里線：天神橋筋六丁目駅徒歩2分
- 大阪環状線：天満駅徒歩10分